# فرودگاه شهری لمار (کلرادو)
فرودگاه شهری لمار (کلرادو) (به انگلیسی: Lamar Municipal Airport (Colorado)) یک فرودگاه همگانی با کد یاتا LAA است که یک باند فرود آسفالت دارد و طول باند آن ۱۵۲۴ متر است. این فرودگاه در شهر لمار، کلرادو کشور ایالات متحده آمریکا قرار دارد و در ارتفاع ۱۱۳۰ متری از سطح دریا واقع شده است.